# .nato
Домейнът „.nato“ е бил домейн от първо ниво (Top-Level Domain, TLD) в Системата за имена на домейни (DNS)
на Интернет. Домейнът е бил добавен в края на 1980-те от Информационния Център на Мрежата (Network Information Center)
за НАТО (Организация на Северноатлантическия договор, North Atlantic Treaty Organization). Скоро, Пол Мокапетрис,
дизайнерът на Системата за имена на домейни предложил на НАТО да сменят .nato с .int. Домейнът .int е домейн от първо ниво, създаден за международни организации. Безполезен, „.nato“ е изтрит през юли 1996 г.